# Kanton Autun-Sud
Autun-Sud is een voormalig kanton van het Franse departement Saône-et-Loire. Het kanton maakt deel uit van het arrondissement Autun. Het werd opgeheven bij decreet van 18 februari 2014, met uitwerking op 22 maart 2015.

## Gemeenten
Het kanton Autun-Sud omvatte de volgende gemeenten:
- Antully
- Autun (deels, hoofdplaats)
- Auxy
- Curgy